# Ivan IV. Vasiljevič Grozni
Ivan IV. Vasiljevič ali Ivan Grozni (rusko Ива́н IV Васи́льевич Гро́зный), moskovski veliki knez, ruski car, * 25. avgust (julijanski koledar) 1530, Kolomensko, Velika moskovska kneževina (danes v jugovzhodnem delu Moskve), † 28. marec (gregorijanski koledar) 1584, Moskva
Ivan IV. je bil formalno moskovski veliki knez od svojega tretjega leta (1533). Sedemnajstleten se je proglasil za polnoletnega (1547), zavladal samostojno in se dal kronati za carja. Pri upravljanju države se je oprl na uradnike iz nižjega plemstva in s tem odvzel moč najvplivnejšim bojarjem. Reorganiziral je vojsko in jo osebno popeljal nad Kazanski kanat, ga uničil in njegova ozemlja priključil svoji državi. Kasneje je zavzel še Astrahanski kanat. Manj uspeha je imel v livonski vojni z zahodnimi vojaškimi silami (Litva, Poljska, Švedska), ki jo je začel v želji, da bi Rusiji odprl pot na Baltik, a je moral po petindvajsetih letih bojevanja vrniti vsa osvojena ozemlja. Po hudi bolezni (1552), ko je že kazalo, da bo umrl, se je razšel z najbližjimi sodelavci, ki se niso strinjali z njegovim načrtom prodora proti Baltiku. Postal je nezaupljiv do okolja, začel se je bati, da mu bojarji strežejo po življenju. Zato si je na delu države (opričnina) vzel neomejeno oblast, ki so jo s strahovitim terorjem izvajali njegovi osebni vojaki (opričniki), kar mu je dokončno prineslo vzdevek Grozni. V izbruhu besa je po nesreči ubil sposobnega in ljubljenega prestolonaslednika, carjeviča Ivana, in državo prepustil v vladanje slaboumnemu Fjodoru.

## Mladost in obdobje regentstva
Ivan je bil sin moskovskega velikega kneza Vasilija III. in njegove druge žene, Helene Golicine. Ob očetovi smrti je bil star komaj tri leta. Oče je za njegovo skrbnico imenoval mater Heleno, njenega strica Mihaila Glinskega pa za vodjo številnega regentskega sveta, v katerem so bili bojarji najstarejših ruskih rodbin.
Helena Golicina se je zbližala z velikim konjuškim knezom Ivanom Fjodorovičem Telepnev-Obolenskim in z njegovo pomočjo spravila strica v zapor, kjer je umrl. Ljubimca sta zgostila vso oblast v svojih rokah in v Ivanovem imenu vladala do leta 1538, ko so njuni nasprotniki Heleno zastrupili, Telepneva pa spravili v temnico, kjer je umrl od lakote. Mladoletni Ivan je bil priča obračunom z Glinskimi; prizadela ga je ločitev od dojilje, sestre Telepneva, ki ga je vzgajala prvih 8 let.
V kaosu, ki je sledil, se je do oblasti najprej dokopala rodbina Belinski, ki je bila v sorodu z Ivanom in je zato uživala podporo metropolita Danila. Kmalu pa je z vojsko zavzela Kremelj in oblast rodbina Šujski. Ivana Belinskega, vodjo družine, so vrgli v zapor, od koder pa ga je uspel Ivan, ko je bil star deset let, osvoboditi in mu vrniti oblast. Leta 1542 je Andrej Šujski ponovno zavzel Kremelj in to pot ubil Ivana Belinskega. Bojarji so dobro izkoristili mladoletnost velikega kneza in si spet nagrabili premoženje, ki so jim ga vzeli prejšnji avtoritarni vladarji.
Ivan je bil po naravi zelo bister in inteligenten, veliko je bral in zelo kmalu razumel dogajanje okrog sebe. Čeprav od vseh zapuščen, se je naglo razvil intelektualno in fizično in v svojem trinajstem letu odločno posegel v dogajanje. Sklical je najmočnejše bojarje in jih presenetil z govorom, v katerem jih je spomnil, da je on dejanski gospodar, da ni zadovoljen z njihovim vladanjem, da je krivcev veliko, a bo zaenkrat kaznoval le enega. V dvorano so vstopili Ivanovi lovci s psi, ki so raztrgali Andreja Šujskega. To je bil strahovit začetek vladanja Ivana IV. Mnoge bojarje je izgnal v oddaljena mesta. Državo so ponovno vodili Glinski, ki pa niso bili nič boljši od drugih, skrbeli so predvsem za svoje koristi.

## Samostojno vladanje
Sedemnajstleten se je Ivan proglasil za polnoletnega in sam prevzel vladanje. 16. januarja 1547 ga je metropolit Makarij kronal za velikega kneza in tudi za carja, 3. februarja se je poročil z Anastazijo Zaharino Jurjevo iz starodavne rodbine Andreja Kobile-Koškina. Poleg Glinskih so odtlej pomembna mesta na dvoru zasedali tudi Romanovi.
Poleti 1547 je izbruhnil v Moskvi hud požar. Ivanovi nasprotniki so razširili govorice, da je zanj kriv duh njegove matere. Razburjene množice so navalile na dvorec Glinskih. Raztrgali so Jurija Glinskega, vodjo rodbine, potem pa so se napotili v Vorobjevo, kamor sta se zatekla Ivan in njegov ded po materi. Množica je zahtevala izročitev starega Glinskega. Nazadnje je vojska množico razgnala.
Ivan je tedaj reformiral način vodenja države. Oblikoval je nekakšno vlado, ki se je imenovala izbranaja rada; sestavljena je bila zelo heterogeno, največ iz predstavnikov srednjega plemstva. Na njenem čelu sta bila Ivanov nekdanji osebni duhovnik Silvester, zadolžen za vodenje cerkvenih zadev, in pripadnik nižjega plemstva Aleksej Fjodorovič Adašev, zadolžen za vodenje upravnih in vojaških zadev. Eden od članov rade je bil tudi knez Andrej Mihajlovič Kurbski, ki je kasneje v življenju Ivana Groznega odigral pomembno vlogo.
Člani rade so izdali nov zakonik, Sudebnik Ivana IV. Najeli so evropske vojaške strokovnjake. Topništvo je postalo poseben rod vojske. Ustanovljena je bila nova vojaška formacija, oborožena s puškami, imenovana strelci. Kljub temu je bila ruska vojska tedaj še povsem vzhodnjaška, oblečena v dolge kaftane in nesposobna za spopade z evropskimi najemniškimi vojskami.
Stoglavi zbor, najvišje cerkveno in posvetno stanovsko predstavništvo, je leta 1551 sprejel dokument imenovan stoglav, ki je poleg rešitev verskih in gospodarskih vprašanj prinesel poenotenje cerkvenih obredov in okraševanja cerkva z ikonami. Metropolit Makarij je uredil veliko zbirko življenjepisov svetnikov, nekatere svetnike je tudi kanoniziral.

## Uničenje Kazanskega in Astrahanskega kanata
V tem času je prišlo do največjega zunanjepolitičnega uspeha carja Ivana IV.; uničil je Kazanski (1552) in Astrahanski kanat (1554-56), ki sta dotlej z roparskimi vpadi svojih oboroženih enot pogosto vznemirjala Moskovsko veliko kneževino. Poleti 1552 se je 150.000 mož s 150 topovi spustilo od Nižnega Novgoroda ob reki Volgi in deloma po njej proti Kazanu. Ob poti so jih čakala nekatera že v času Vasilija III. pripravljena naselja nekaj pa so jih zgradili na novo. Septembra so začeli oblegati Kazan (istočasno so krimski Tatari skušali prodreti proti Moskvi, a so bili pred Tulo zaustavljeni). Kazan je branilo 30.000 Tatarov. Ivan je mesto obdal s še enim obzidjem in ga odrezal od okolice. Čeprav so njegovo vojsko pestile številne nadloge (nevihta je potopila rusko ladjevje, dež jim je potopil tabor) je strah pred carjem vojsko obdržal na položajih. Nazadnje so spodkopali del mestnega obzidja in ga razrušili. 2. oktobra je prišlo do strahovitega pokola Tatarov, ob katerem je menda zajokal celo car. V Kazan so potem naselili ruske koloniste. V Moskvi so v zahvalo za zmago zgradili cerkev svetega Vasilija blaženega. Junaštva ruske vojske in njena zmaga so nudili snov mnogim legendam.
Leta 1554 so se Rusi po Volgi spustili do Astrahanskega kanata in ga po novi vojaški akciji leta 1556 priključili Rusiji. Vse porečje Volge je prišlo v okvir ruske države, ki je prodrla na obale Kaspijskega morja.

## Bolezen in razhod s ključnimi sodelavci
Leta 1553 je Ivan hudo zbolel in izgledalo je, da bo umrl. Zbral je člane rade in zahteval, da prisežejo zvestobo njegovemu pravkar rojenemu sinu, carjeviču Dimitriju (1552–1553). Veliko članov je zahtevo odklonilo, ker niso želeli, da jim vladajo Romanovi; raje bi sprejeli za carja Ivanovega bratranca Vladimira Andrejeviča Stariškega. Prisego je odklonil tudi Adašev, medtem ko je Silvester odkrito stopil na stran kneza Vladimira. Pod grožnjami carja so zvestobo Dimitriju nazadnje le prisegli, med njimi tudi Vladimir Andrejevič, toda car je vedel, da je bila prisega neiskrena. Ivan je ozdravel, carjevič pa je kmalu po tem umrl. 
Moskovska kneževina je po severni morski poti (skozi Belo morje) tedaj že imela trgovske stike z Angleži, ki so leta 1555 v Londonu za trgovanje z Rusi ustanovili Moscovy Company. A Ivan je želel Rusijo še bolj odpreti znanju, ki je prihajalo z zahoda, in je menil, da za to potrebuje ozemeljski stik z Baltikom. Člani rade pa so razmišljali drugače, po uspehih nad tatarskima kanatoma so dajali prednost zavzetju še zadnjega, Krimskega kanata.
Razhajanje v načrtih je pripeljalo do dokončnega preloma med Ivanom in starima sodelavcema, Silvestrom in Adaševim, ki sta se vse bolj povezovala s knezom Vladimirjem Andrejevičem. Zato je Ivan Silvestra poslal v samostan, Adaševa pa je "nagradil" z naslovom vojvode v Viljandiju (danes v Estoniji), kjer pa je leta 1560 pristal v zaporu. Njunih sodelavcev sprva ni kaznoval, vendar so mnogi še naprej delali proti njemu. Leta 1569 je Ivan likvidiral tudi kneza Vladimira.
V tem času je podjetni Anikej Fjodorovič Stroganov (*1488, †1570) prekoračil Ural in odkril ogromna sibirska prostranstva, ki jih je imenoval država Sibirija. Začelo se je rusko osvajanje Sibirije.

## Začetek vojne v Livoniji
Leta 1558 se je z napadom ruske vojske (v kateri so sodelovale tudi čete Tatarov, Čerkezov in Donskih kozakov) začela vojna v Livoniji, ki je potem 25 let izčrpavala Rusijo in ji nazadnje ni prinesla nobenih koristi. Za Ruse se je začela ugodno. Hitro so zasedli velik del Livonije in ujeli velikega mojstra Tevtonskega viteškega reda, ki je obvladoval baltiško obalo Finskega zaliva. Tedaj pa je viteškemu redu priskočil na pomoč poljski kralj Sigismund II. Avgust.
Rusom je nekaj časa poveljeval knez Andrej Kurbski, ki se je kot general izkazal proti Tatarom, v Livoniji pa se ni znašel in je dopustil, da je 4.000 Poljakov porazilo njegovo vojsko 15.000 mož. Sramoten poraz in carjev razhod z njegovima somišljenikoma, Silvestrom in Adaševim, so Kurbskega pripravili do tega, da je prebegnil k Poljakom in iz poljskega tabora poslal carju pismo, ki so mu potem sledila še druga, tako da je med njima nastala zanimiva korespondenca, ki razkriva tedanja Ivanova razmišljanja. Kurbski v pismu Ivanu očita, da se je odrekel zvestim sodelavcem, ki so naredili za Rusijo veliko dobrega, in se povezal s priliznjenimi bojarji. Pismo je carja izredno razjezilo in ga napeljalo na misli, da je morda obdan z zarotniki.
Avgusta 1560 je umrla carica in Ivan je sumil, da so jo zastrupili. Začel je odstranjevati sumljive bojarje, nekateri so zbežali sami, pri manj sumljivih se je zadovoljil s talci in denarnimi jamstvi.
Ob Baltiku so se tedaj Rusi borili s Poljaki, Litvanci, Švedi in Danci. Februarja 1563 je prišel na bojišče z vojsko in številnimi topovi sam car in po dvotedenskem obleganju zavzel mesto Polock. S švedskim kraljem Erikom XIV. je sklenil mir, v katerem so Švedi dobili Talin in Pärnu.
Leta 1564 je Ivan pripeljal v Rusijo prvi tiskarski stroj in dal tiskati Apostolska dela. A novost je bila za Rusijo preveč revolucionarna; še istega leta je razburjena množica navalila na tiskarno in jo uničila.

## Opričnina
Car se je v Moskvi počutil ogroženega, obdanega s samimi sumljivimi ljudmi. Decembra 1564 je nenapovedano na skrivaj preselil najožji dvor v kakih 120 km oddaljeno Aleksandrovo Slobodo (sedaj Aleksandrov). Od tam je poslal dve pismi, eno patriarhu in drugo državljanom, v katerih je pojasnil svoje nezadovoljstvo.
V Moskvi sprva nihče ni vedel, kje je car. Zavladala je negotovost in strah pred anarhijo, vsi so se bali vseh. Ko so ga našli, so poslali k njemu delegacijo, sestavljeno iz vseh stanov, ki ga je skesano prosila, naj se vrne in se mu izročila na milost in nemilost.
Ivan se je odzval tako, da je od države oddelil (1565) velik del ozemlja, imenovan opričnina, in si v njem vzel neomejeno oblast; izvajali so jo opričniki, posebni carjevi vojaki, ki so imeli izključno policijsko vlogo in so skrbeli za carjevo varnost. Namen opričnine je bil, razbiti velika ozemlja močnih bojarskih rodbin, izseliti družine carjevih sovražnikov in na ozemlje pripeljati njegove pristaše. Ti postopki so, razumljivo, pripeljali do neomejenega terorja, strašnih krutosti, ubijanja, ropanja, požiganja, mnogo ljudi so likvidirali, česar pa car sploh ni skrival, saj je bil prepričan, da je svobodno razpolaganje z usodami ljudi njegova pravica. Samostanom je celo plačeval, da molijo za žrtve. V samostanu svetega Cirila na Belem jezeru se je npr. ohranil pisni dokument, imenovan sinodik, v katerem je navedenih 3970 žrtev, 986 poimensko.
Med tem se je vojna s Poljaki še kar nadaljevala. Leta 1570 so opričniki izvajal množične likvidacije v Novgorodu, češ da se prebivalci povezujejo s Poljaki.
Leta 1571 so do Moskve ponovno prodrli Tatari s 120.000 možmi. Preko obzidja niso mogli, zažgali pa so moskovska predmestja in požar se je potem razširil na vso Moskvo z izjemo Kremlja. Ocene, ki so pretirane, navajajo, da je bilo 800.000 žrtev, 100.000 ljudi pa so odpeljali v suženjstvo. Morda je bila nemoč pred Tatari razlog za opustitev opričnine, ki se je z vidika organizacije in obrambe države pokazala povsem neučinkovita.
Opričnina je bila po sedmih letih opuščena oziroma se je do Ivanove smrti ohranila v zelo zmanjšanem obsegu pod imenom gosudarev dvor; mnogim lastnikom so imetje vrnili, a pustila je krvav pečat na Ivanovi vladavini in vzbudila dvome o njegovi prištevnosti. Nekako v tistem času se ga je oprijel vzdevek Grozni.

## Konec vojne v Livoniji. Smrt carjeviča Ivana
Ob smrti poljskega kralja Sigismunda II. Avgusta, leta 1572, se je na volitvah za novega kralja (položaj poljskega kralja ni bil deden, volil ga je poljski sejm) med mnogimi kandidati pojavil tudi Ivan z namenom, da bi na ta način dosegel združitev Rusije in Poljske. Seveda ni uspel; izvoljen je bil vojvoda Anžujski, ki pa je že naslednje leto kot Henrik III. nasledil umrlega brata na francoskem prestolu. Za poljskega kralja je bil tedaj izvoljen sedmograški kandidat Štefan Báthory, ki pa je bil za Ruse najslabša možna izbira. Sposoben vojskovodja je z evropskimi najemniki nadaljeval vojno proti Rusiji. Leta 1579 je po težkem ruskem porazu zavzel Polock in prenesel vojno na rusko ozemlje. Oblegal je Pskov, ki pa ga je Vasilij Šujski, kasnejši car, obranil. Ivan je prosil za mirovno posredovanje papeža Gregorja XIII., kateremu je obljubil, da bo rusko cerkev priključil rimski. Papež je v Moskvo poslal pogajalca, jezuita Antona Posevina, ki opisuje Ivana kot zelo vedoželjnega, sproščenega in šaljivega človeka.
Med pogajanji so Báthoryjevi roparski oddelki vdirali na ozemlje Moskovske kneževine vse do Volge, ne da bi jih kdorkoli oviral. Bojarji so pokazali pripravljenost, da zberejo vojsko za obrambo, in predlagali Ivanu, naj poveri poveljstvo vojske svojemu sinu, carjeviču Ivanu, če se sam čuti za to prestarega. Ivan se je silno razjezil in obsodil bojarje, ki so to predlagali, na smrt kot izdajalce. Ko je carjevič poskušal očetu razložiti, da s predlagatelji ni bil povezan, ga je Ivan v jezi tako udaril s palico po glavi, da je padel v komo in po štirih dneh umrl. Ta smrt je Ivana silno prizadela saj je carjeviča od njegovih mladih let pripravljal za svojega naslednika. V spomin na sina je samostanu svetega Sergija Radonješkega podaril ogromno vsoto denarja.
Med tem so se Poljaki naveličali vojne in jezuit Posavin je uspel leta 1582 doseči mir. Ivan se je obljubi, da bo rusko cerkev združil z rimsko, izmaknil. Po mirovnem sporazumu je morala Rusija vrniti vse posesti, ki jih je imela v Livoniji in mesto Polock. Rusko željo, priti do Baltika, je uresničili šele Peter Veliki 150 let kasneje.
Leta 1583 je bil sklenjen mir tudi s Švedsko.

## Ivanove ženitve
Ivan se je ženil sedemkrat.
Ivanov zakon s prvo ženo Anastazijo Zaharino Jurjevo je bil očitno srečen. Rodila mu je 6 otrok, od katerih sta le dva preživla otroško dobo:
- Ivan (1554–1581), carjevič, ki ga je Ivan IV. v jezi po nesreči ubil
- Fjodor I. (1557–1598), ruski car.

Zgodovinarji so prepričani, da je Anastazija na Ivana vplivala pomirjevalno, zato je razumljivo, da se je po njeni smrti nekoliko izgubil.
Druga žena je bila Čerkezija Marija. Za njo je imel še dve zakoniti ženi in dve, ki ju cerkev ni priznavala. Sedma žena je bila Marija Nagoja; z njo je imel sina z imenom:
- Dimitrij (oktober 1583 – maj 1591), carjevič, umrl je skrivnostno.

Ivan IV. se je pred koncem življenja odločil, da se bo spet poročil. Želel se je poročiti s princeso Poljske; ko mu to ni uspelo, je zaprosil za roko angleško kraljico Elizabeto; ko ga je odbila, si je zaželel njeno sestrično, a je bil tudi tam zavrnjen.

## Zadnja leta
Ivanova zadnja leta so bila polna nasprotij. Nihal je od pijančevanja in krvavih orgij do asketskega življenja, od izbruhov besa do umikanja vase. Mnogi njegovi ljubljenci so bili na hitro poslani v smrt. Nikomur ni verjel. Trdil je, da ima pravico biti do svojih sužnjev milosten ali jih kaznovati. Kot so se ga bali bojarji, se je on bal njih. Bal se je samote. V spalnici so se izmenjavali trije pripovedovalci, ki so mu morali neprestano pripovedovati ali brati narodne bajke. Umrl je ob partiji šaha.
Ivan IV. je imel tri sinove, ki bi ga lahko nasledili. Prvega, Ivana, je nesrečno ubil. Drugi, Fjodor, je bil slaboumen. Tretji, Dimitrij, je bil ob Ivanovi smrti star pet mesecev.
Nasledil ga je Fjodor I.